# The Revelation (album Coldrain)
| Recensione    | Giudizio |
| ------------- | -------- |
| Hit the Floor |          |
| Kerrang!      |          |
| Rock Sound    |          |
| SF Media      |          |

The Revelation è il terzo album in studio del gruppo musicale giapponese Coldrain, pubblicato il 17 aprile 2013 dalla VAP in Giappone e il 23 e il 24 giugno 2014 rispettivamente in Europa e in Nord America dalla Hopeless Records. L'8 agosto è stata pubblicata un'edizione deluxe anche in Australia e in Nuova Zelanda.

## Pubblicazione
Il 30 novembre 2012 i Coldrain annunciano che saranno in studio da dicembre 2012 a febbraio 2013 per registrare un nuovo album in studio. Dopo aver già lavorato insieme all'EP Through Clarity, è stata confermata la collaborazione con il noto produttore britannico David Bendeth. Finite le registrazioni, nel febbraio 2013 vengono annunciati titolo e data di pubblicazione del disco. Il 1º aprile viene invece pubblicata l'elenco completo delle tracce dell'album, insieme al video ufficiale della title track The Revelation, successivamente pubblicato come singolo digitale.
Il 25 luglio è stato pubblicato un secondo video, questa volta realizzato per The War Is On.
In un episodio del making of dell'album realizzato da Maxilla, il chitarrista Yokochi dice che l'album è un esempio di come la loro musica possa diventare pesante senza però perdere il suo aspetto più melodico; in alcuni brani sono infatti presenti anche tastiere e alcuni suoni orchestrali, raramente utilizzati dalla band nei precedenti lavori.
Il 15 gennaio 2014 è stato pubblicato anche un video musicale per Behind the Curtain, diretto da Inni Vision.

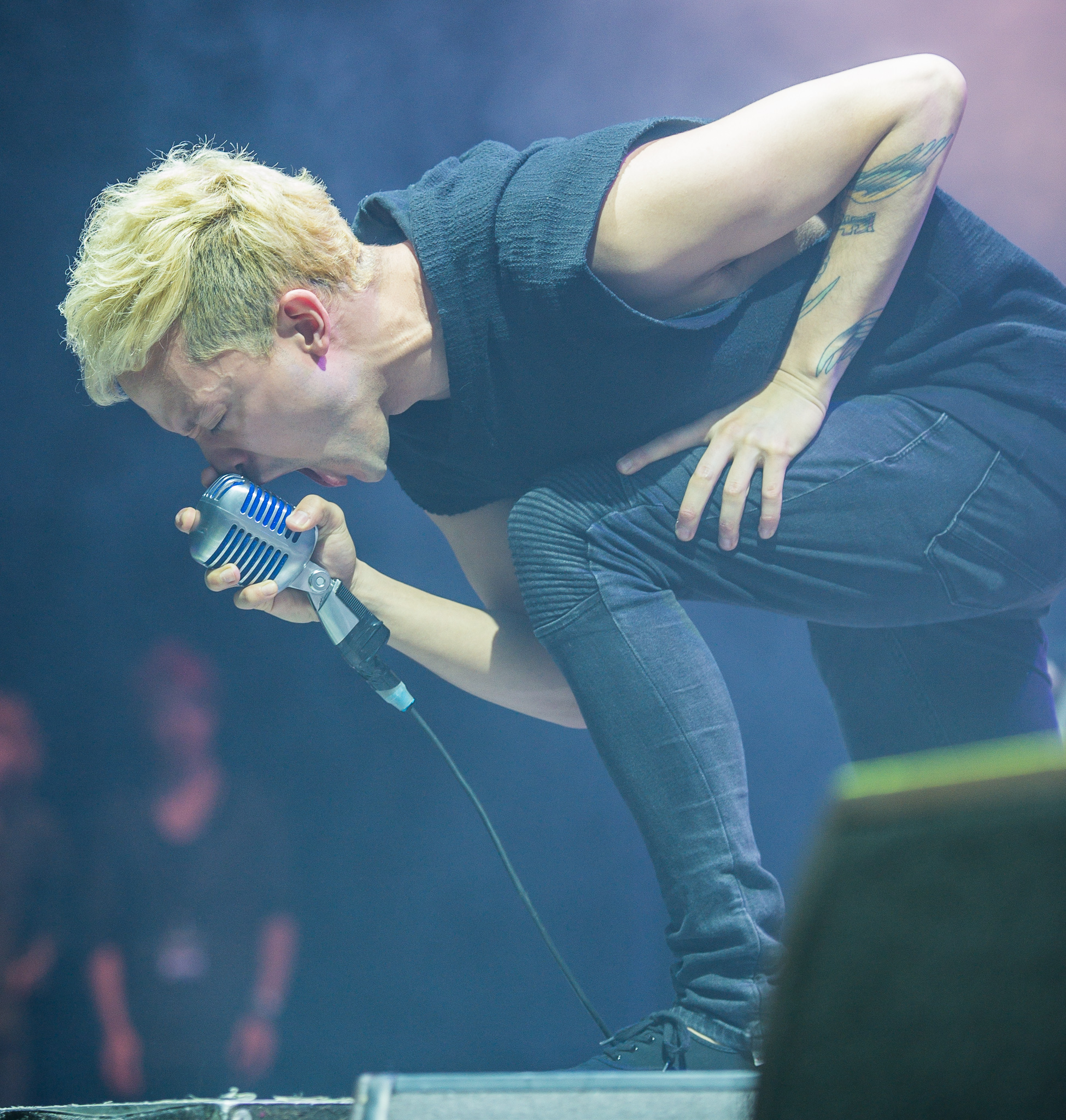
Il cantante Masato durante l'esibizione dei Coldrain al Rock im Park 2014

### Edizione internazionale
Il 9 aprile 2014 i Coldrain annunciano sul loro profilo Facebook che hanno firmato con l'etichetta discografica statunitense Hopeless Records per la pubblicazione di The Revelation in tutto il mondo, e che il singolo The Revelation è disponibile per l'acquisto su iTunes sia in Nord America che in Europa. La nuova versione dell'album viene pubblicata il 23 giugno in Europa e il 24 giugno in Nord America. La lista tracce differisce leggermente dall'edizione originale, con il taglio di Falling Forever, Next to You e Carry On e l'aggiunta di cinque dei sei brani originariamente inseriti nell'EP Until the End, uscito in Giappone alcuni giorni prima. All'annuncio della pubblicazione internazionale di The Revelation, il cantante Masato Hayakawa ha scritto:
Per chi ha preordinato l'album dal 13 maggio 2014 è stato reso disponibile il download gratuito dei singoli The Revelation e The War Is On, del quale è stato ripubblicato, questa volta internazionalmente, anche il relativo video musicale.
Nel luglio 2014 viene annunciata una pubblicazione dell'album anche in Australia e in Nuova Zelanda da parte della Sony Music Australia. Pubblicata l'8 agosto dello stesso anno, questa nuova edizione comprende le tracce originali dell'edizione giapponese e le sei tracce dell'EP Until the End.

## Tour
Il 5 maggio 2013 la band ha tenuto la data di apertura per il The Revelation Tour a Chiba, in Giappone, stessa località in cui si sono esibiti durante l'Ozzfest il 12 maggio.
Successivamente il disco viene promosso anche internazionalmente a partire dal 2014, con partecipazioni a festival europei come Rock am Ring, Rock im Park e Download Festival e con un tour da headliner nel Regno Unito.

## Tracce
Testi di Masato, musiche di Y.K.C, eccetto dove indicato.
Edizione giapponese
1. The War Is On – 3:32
2. The Revelation – 4:14
3. Falling Forever – 3:18
4. Behind the Curtain – 3:17
5. Next to You – 3:56
6. Time Bomb – 3:09 (musica: Sugi)
7. Voiceless – 3:18
8. Chasing Dreams – 4:15
9. Given Up on You – 3:16
10. Carry On – 3:25 (musica: Masato, Y.K.C)

Tracce bonus nell'edizione australiana e neozelandese
1. Aware and Awake – 3:47 (musica: Masato, Y.K.C)
2. Evolve – 3:34 (musica: Masato, Y.K.C)
3. You Lie – 3:43 (musica: Masato, Y.K.C)
4. Fade Away – 3:44 (musica: Masato, Y.K.C)
5. March On – 4:05 (musica: Masato, Y.K.C)
6. House of Cards – 4:22 (musica: Masato, Y.K.C)

Edizione internazionale
1. The War Is On – 3:32
2. The Revelation – 4:14
3. Fade Away – 3:44 (musica: Masato, Y.K.C)
4. Given Up on You – 3:16
5. Time Bomb – 3:09 (musica: Sugi)
6. You Lie – 3:42 (musica: Masato, Y.K.C)
7. Evolve – 3:34 (musica: Masato, Y.K.C)
8. Behind the Curtain – 3:17
9. Aware and Awake – 3:45 (musica: Masato, Y.K.C)
10. Voiceless – 3:18
11. March On – 4:04 (musica: Masato, Y.K.C)
12. Chasing Dreams – 4:15

## Formazione
- Masato – voce
- Y.K.C – chitarra solista, programmazione
- Sugi – chitarra ritmica, voce secondaria
- RxYxO – basso, voce secondaria
- Katsuma – batteria, percussioni

## Classifiche
| Classifica (2013) | Posizione massima |
| ----------------- | ----------------- |
| Giappone          | 7                 |

## Date di pubblicazione
| Paese         | Data           | Etichetta            |
| ------------- | -------------- | -------------------- |
| Giappone      | 17 aprile 2013 | VAP                  |
| Europa        | 23 giugno 2014 | Hopeless Records     |
| Nord America  | 24 giugno 2014 | Hopeless Records     |
| Australia     | 8 agosto 2014  | Sony Music Australia |
| Nuova Zelanda | 8 agosto 2014  | Sony Music Australia |